# Programme antarctique national sud-africain
Le Programme national antarctique sud-africain (SANAP) est le programme du gouvernement de l'Afrique du Sud pour la recherche dans l'Antarctique et le Subantarctique.

## Présentation
L'Afrique du Sud est l'un des premiers États signataires du Traité sur l'Antarctique, qui autorise exclusivement les activités pacifiques et promeut la coopération scientifique entre les pays présents sur le continent blanc.
L'objectif du programme antarctique national sud-africain est d'accroître la compréhension de l'environnement naturel et de la vie dans l'Antarctique et dans l'océan Austral grâce à une science et une technologie appropriées.
Trois stations de recherche relèvent de ce programme : la station de recherche en Antarctique SANAE IV, et les stations sur les îles subantarctiques de l'île Gough et de l'île Marion. Ces stations sont gérées et administrées par la Direction : Antarctique et îles du Département des affaires environnementales. La base Borga a également été exploitée par le programme de 1969 à 1976.

## Personnes notables associées au programme
- Bettine van Vuuren, zoologiste [3]